# 武田額三
武田 額三（たけだ がくぞう、1881年（明治14年）10月25日 - 1928年（昭和3年）5月10日）は、日本の陸軍軍人。最終階級は陸軍少将。位階および勲等、軍功は従四位・勲三等・功三級。

## 経歴
千葉県出身。農業・武田清三郎の二男として生まれる。日本中学校（現日本学園中学校・高等学校）、陸軍幼年学校を経て、1902年（明治35年）11月、陸軍士官学校（14期）を卒業。1903年（明治36年）6月、歩兵少尉に任官し歩兵第5連隊付となる。歩兵第57連隊付、歩兵第29旅団副官を経て、1910年（明治43年）11月、陸軍大学校（22期）を優等で卒業した。
1910年12月、参謀本部員となり、1912年（明治45年）5月から同年8月までカムチャツカに出張。1913年（大正2年）10月、フランス大使館付武官補佐官となり、ロシア駐在、ロシア軍従軍、ルーマニア軍従軍などを務め、1916年（大正5年）11月、歩兵少佐に昇進した。
1917年（大正6年）1月、参謀本部付となり、陸大教官、兼参謀本部員を務め、1918年（大正7年）8月、第3師団司令部付（イルクーツク駐在）としてシベリア出兵に出征。参謀本部付（イルクーツク駐在）を経て、1919年（大正8年）9月に帰国。同年10月、ロシア大使館付武官に就任。1920年（大正9年）6月、参謀本部付に転じ、陸大教官、参謀本部員を経て、1923年（大正12年）8月、歩兵大佐に昇進し参謀本部課長に就任した。1924年（大正13年）12月、歩兵第77連隊長に転じ、1927年（昭和2年）2月、フランス大使館付武官となるが、1928年5月、パリで客死し陸軍少将に進級した。墓所は青山霊園。

## 親族
- 妻 武田芳子（田健治郎の娘）[1]